# Ondaatje Prize
O Prémio Ondaatje da Royal Society of Literature é um prémio literário anual atribuído pela Royal Society of Literature. O prémio de   £10.000 é para uma obra de ficção, não-ficção ou poesia que evoca o "espírito de um lugar" e é escrita por alguém que é cidadão ou que resida na Commonwealth ou na República da Irlanda.
O prémio tem o nome do seu benfeitor, Sir Christopher Ondaatje, e i corpora o Prémio Memorial Winifred Holtby, apresentado até 2002 para ficção regional.

## Vencedores
- 2020 Roger Robinson, um paraíso portátil[4]
- 2019 Aida Edemariam, o conto da esposa[5]
- 2018 Pascale Petit, Mama Amazonica[6]
- Francis Spufford 2017, Colina Dourada[7]
- 2016 Peter Pomerantsev, nada é verdade e tudo é possível: o coração surreal da nova Rússia[8]
- 2015 Justin Marozzi, Bagdá: Cidade da Paz, Cidade do Sangue[9]
- 2014 Alan Johnson, este menino: um livro de memórias de uma infância[10]
- 2013 Philip Hensher, cenas do início da vida[11]
- 2012 Rahul Bhattacharya, a companhia astuta de pessoas que se importam[12]
- Edmund de Waal 2011, a lebre com olhos de âmbar[13]
- 2010 Ian Thomson, The Dead Yard: Contos da Jamaica moderna[14]
- 2009 Adam Nicolson, Sissinghurst: uma história inacabada[15]
- 2008 Graham Robb, a descoberta da França[16]
- 2007 Hisham Matar, no país dos homens[17]
- 2006 James Meek, O ato de amor do povo[18]
- 2005 Rory Stewart, Os Lugares Entre
- Louisa Waugh 2004, os pássaros da audição voam